# Lavatjärnen (Ramsele socken, Ångermanland)
Lavatjärnen är en sjö i Sollefteå kommun i Ångermanland och ingår i Ångermanälvens huvudavrinningsområde. Sjön har en area på 0,036 kvadratkilometer och ligger 306 meter över havet.

## Delavrinningsområde
Lavatjärnen ingår i det delavrinningsområde (704526-151545) som SMHI kallar för Utloppet av Öster-Terrsjön. Medelhöjden är 319 meter över havet och ytan är 16,5 kvadratkilometer. Det finns inga avrinningsområden uppströms utan avrinningsområdet är högsta punkten. Vattendraget som avvattnar avrinningsområdet har biflödesordning 4, vilket innebär att vattnet flödar genom totalt 4 vattendrag innan det når havet efter 162 kilometer. Avrinningsområdet består mestadels av skog (65 procent) och sankmarker (11 procent). Avrinningsområdet har 2,29 kvadratkilometer vattenytor vilket ger det en sjöprocent på 13,9 procent.